# Alignement de Kerloquet
L'alignement de Kerloquet (ou alignement du Manio) est un alignement mégalithique de Carnac, dans le Morbihan en France.

## Localisation
L'alignement est situé le long de la route RD196 entre les alignements de Kermario et de Kerlescan.

## Description
L'alignement est composé de 82 pierres, sur une longueur d'environ 180 m. Il est probable qu'il constitue la partie la plus orientale des alignements de Kermario,, dont ils ne sont séparés que d'environ 80 m.
Parmi les menhirs alignés, l'un d'entre eux se détache nettement. Mesurant près de 4,5 m de haut et gravé à sa base de serpents, et d'un soleil, il marque l'emplacement d'un coffre recelant un dépôt de 5 haches en diorite et fibrolite.

## Historique
L'alignement date du Néolithique.
Il est classé au titre des monuments historiques par arrêté du 12 octobre 1939.